# Sora (rzeka)
Sora (niem.: Zayer) – rzeka w zachodniej Słowenii, prawy dopływ Sawy. Ma długość 52 km, powierzchnie zlewni 392 km² i średni przepływ wynoszący 18,3 m³/s. Rzeka początkowo dzieli się na Poljanską Sorę i Selšką Sorę.

## Przebieg

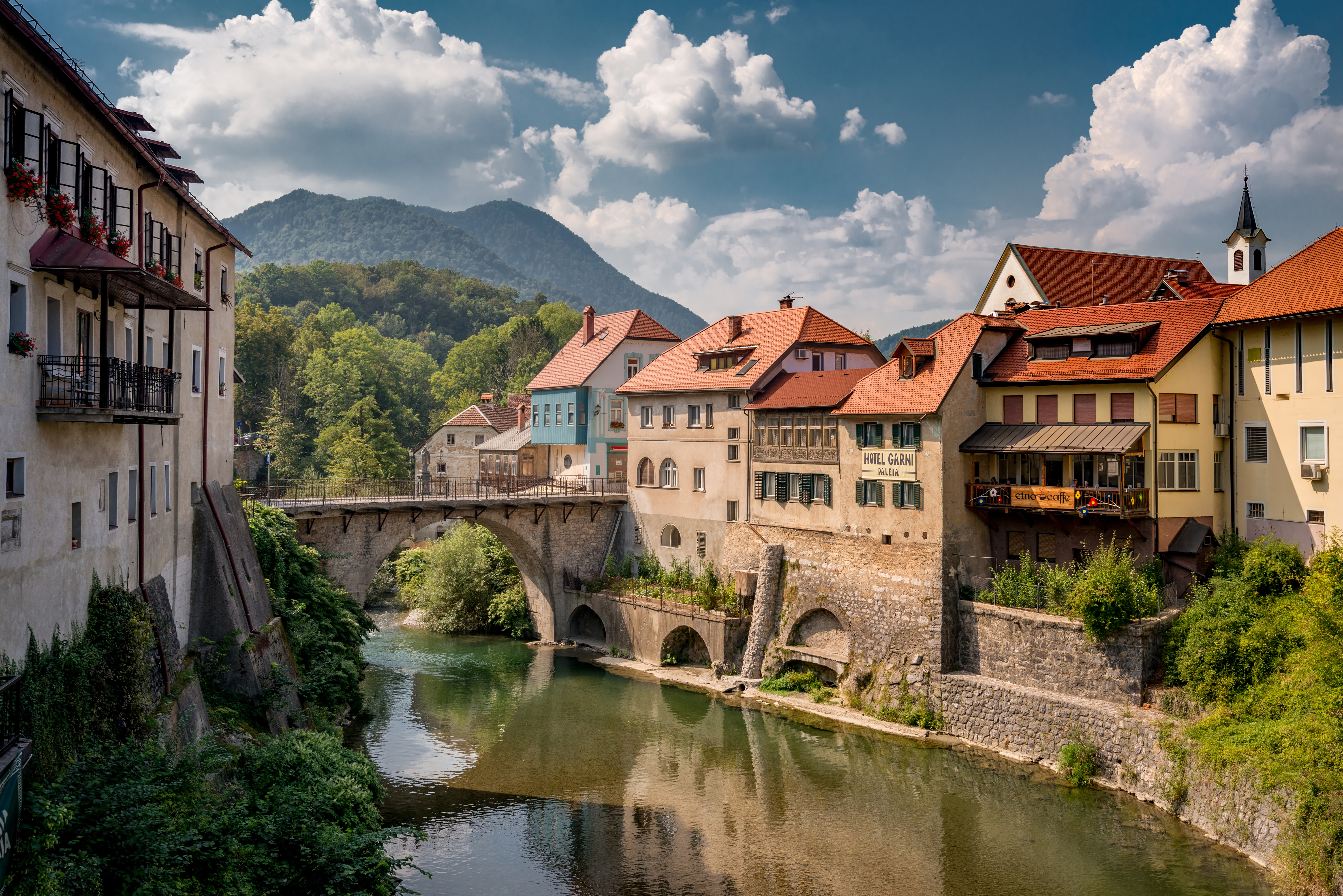
Most Kapucyński w Škofjej Loce nad rzeką Selška Sora.

### Poljanska Sora
Poljanska Sora zaczyna się w miejscowości Medvedje Brdo, gdy początkowo płynie w kierunku północnym. We wsi Rovte potok zostaje zasilany przez Jakopnik, tworząc Poljanską Sorę. Rzeka następnie zmienia kierunek na północno-zachodni, przyjmując liczne dopływy – Črnę, Žirovnicę, Martinjską grapę, Gantarjevą grapę i Osojnicę. W okolicach Trebiji rzeka skręca w kierunku wschodnim.

### Selška Sora
Zadnja Sora zaczyna się w miejscowości Petrovo Brdo. Początkowo potok płynie w kierunku południowym, jednak po przyjęciu kilku innych potoków Zadnja Sora skręca w kierunek wschodni, a następnie w północnym, tworząc Selšką Sorę. Rzeka przyjmując Davščicę we wsi Zali Log skręca w kierunek wschodni. W Praprotnie rzeka zmienia swój kierunek na południowy.
Nad rzeką znajduje się Most Kapucyński w Škofjej Loce, zbudowany został w połowie XIV wieku.

### Sora właściwa
W mieście Škofja Loka Selška Sora i Poljanska Sora łączą się, tworząc Sorę, płynącą w kierunku wschodnim. Sora w okolicach miasta Medvode rzeka wpada do Sawy.